# Bo Carpelan
Bo Gustaf Bertelsson Carpelan, född 25 oktober 1926 i Helsingfors, död 11 februari 2011 i Esbo, var en finlandssvensk författare, litteraturkritiker och översättare.

## Biografi
Bo Carpelan gjorde sin litterära debut 1946 med diktsamlingen Som en dunkel värme. Han studerade litteraturhistoria vid Helsingfors universitet och blev filosofie doktor 1960 med en avhandling om Gunnar Björlings lyrik, Studier i Gunnar Björlings diktning 1922–1933. Han har också skrivit uppmärksammade barnböcker.
Han arbetade som biträdande chefsbibliotekarie vid Helsingfors stadsbibliotek mellan åren 1964–1980 och utnämndes till konstnärsprofessor 1980. Han har adelstiteln friherre.
Bland hans översättningar kan nämnas första delen av Lasse Pöystis memoarer, Lasses läroår.
Carpelan avled den 11 februari 2011. Han är begravd på Sandudds begravningsplats i Helsingfors.

### Lyrik och prosa
- 1946 – Som en dunkel värme
- 1947 – Du mörka överlevande
- 1950 – Variationer
- 1951 – Minus sju
- 1954 – Objekt för ord
- 1957 – Landskapets förvandlingar
- 1961 – Den svala dagen
- 1966 – 73 dikter
- 1969 – Gården
- 1971 – Rösterna i den sena timmen
- 1973 – Källan
- 1975 – Din gestalt bakom dörren
- 1976 – I de mörka rummen, i de ljusa
- 1977 – Vandrande skugga, en småstadsberättelse
- 1979 – Jag minns att jag drömde
- 1980 – Dikter från 30 år
- 1983 – Dagen vänder
- 1984 – Marginalia till grekisk och romersk diktning
- 1986 – Armbandsuret
- 1986 – Axel: Roman
- 1988 – Det sjungande trädet, libretto till opera
- 1989 – År som löv
- 1993 – Urwind
- 1995 – I det sedda: Dikter
- 1996 – Novembercredo: Dikter i urval 1946–1996
- 1997 – Benjamins bok
- 1999 – Namnet på tavlan Klee målade: Prosadikter
- 2001 – Ögonblickets tusen årstider: Dikter, fragment, marginalia
- 2003 – Diktamina
- 2005 – Berg: En roman
- 2006 – Staden: Dikter och bilder från Helsingfors
- 2007 – Nya dikter
- 2008 – Barndom
- 2010 – Gramina: Marginalia till Horatius, Vergilius och Dante

### Postum utgivning
- 2011 – Blad ur höstens arkiv: Tomas Skarfelts anteckningar
- 2013 – Mot natten: Dikter
- 2018 – Hon och han

### Barn- och ungdomsböcker
- 1959 – Anders på ön (ill. av Ilon Wikland)
- 1962 – Anders i stan (ill. av Ilon Wikland)
- 1968 – Bågen, berättelsen om en sommar som var annorlunda
- 1973 – Paradiset, berättelsen om Marvins och Johans vänskap
- 1982 – Julius Blom – Ett huvud för sig
- 1988 – Måla himlen: Vers för små och stora (ill. av Tord Nygren)
- 1990 – Marvins bok (samlingsvolym med Bågen och Paradiset)

Läs mer om Bo Carpelans barnböcker i "Författare & illustratörer för barn och ungdom", del 2 (BTJ)

### Översättningar (urval)
- 1957 – Iris Uurto: Den brinnande ön (Palava saari) (Forum)
- 1964 – Antti Hyry: Beskrivning av en tågresa och fem andra noveller (Junamatkan kuvaus ja neljä muuta novellia) (Bonniers)
- 1967 – Paavo Haavikko: Åren (Vuodet) (Wahlström & Widstrand)
- 1973 – Tarjei Vesaas: Huset och fågeln (Huset og fuglen) (översättning av Cilla Johnson, dikterna tolkade av Bo Carpelan, LT)
- 1980 – Helena Anhava: Sök dig själv hos tystnaden, dikter (Bonniers)
- 1982 – Sándor Csoóri: Framför lampor och nävar, dikter (översatta tillsammans med Béla Jávorszky, Fripress)
- 1984 – Modern finsk lyrik (Bonniers)
- 1987 – Sirkka Turkka: Livet är ett i vinden vacklande hus, dikter 1973–1986 (Wahlström & Widstrand)
- 1988 – Tuomas Anhava: Dikter (Bonniers)

## Priser och utmärkelser
- 1961 – Svenska Dagbladets litteraturpris
- 1967 – Carl Emil Englund-priset för 73 dikter
- 1969 – Nils Holgersson-plaketten för Bågen
- 1971 – Svenska Akademiens Finlandspris
- 1977 – Nordiska rådets litteraturpris för I de mörka rummen, i de ljusa
- 1978 – Pro Finlandia-medaljen[2]
- 1978 – Övralidspriset
- 1981 – Ferlinpriset
- 1982 – Expressens Heffaklump
- 1983 – Tollanderska priset
- 1987 – Litteraturfrämjandets stora romanpris
- 1988 – Tack för boken-medaljen för Axel
- 1993 – Finlandiapriset för Urwind
- 1995 – Aniarapriset
- 1995 – De Nios Stora Pris
- 1996 – Pilotpriset
- 1997 – Svenska Akademiens nordiska pris
- 2005 – Finlandiapriset för Berg